# Luís Pereira
Luís Edmundo Pereira (Juazeiro, Bahía, 21 de junio de 1949) es un exfutbolista brasileño. Jugaba de defensa y su primer equipo fue el São Bento.

## Biografía
Empezó jugando en la liga brasileña con el São Bento. En 1968 ficha por el Palmeiras, equipo en el que milita siete temporadas y con el que gana 3 Ligas brasileñas.
En 1975 llega junto con su compañero en el Palmeiras Leivinha a la liga española para jugar con el Atlético de Madrid. Con este equipo debuta en la Primera división española el 28 de septiembre de 1975 en el partido Atlético 4:1 Salamanca.
Pereira tenía una peculiar forma de jugar en defensa. Salía jugando siempre el balón con toques y regates de calidad, aunque ello le supusiera perder la pelota. Además, Pereira era un defensa poco brusco, daba muy pocas patadas y casi no cometía faltas.
Con el Atlético gana una Copa del Generalísimo en su primera temporada y una Liga en la siguiente.
Luís Pereira disputó un total de 143 partidos en la Primera división española con el equipo rojiblanco marcando 14 goles.
En 1980 regresa a Brasil para volver a jugar con el Palmeiras. Más tarde jugó en otros equipos brasileños: Flamengo, Associação Portuguesa de Desportos, Central Sport Club, Santo André y São Caetano.

### Selección nacional
Fue internacional con la selección de fútbol de Brasil en 38 ocasiones.

### Participaciones en Copas del Mundo
- Participó en la Copa Mundial de 1974 con la Selección brasileña disputando seis partidos contra Yugoslavia, Escocia, Zaire, Alemania Oriental, Argentina y Países Bajos.

En 1974 jugó con la selección brasileña en el Mundial, donde Brasil por desgracia perdió el partido contra Países Bajos, porque cambiaron su táctica. De ahí sale la famosa segada, la cual le costó una tarjeta roja. Aunque nunca hiciese faltas graves. 
Luiz Pereira jugó todos los partidos de ese Mundial, exceptuando el último partido disputado contra Polonia, debido a la tarjeta.

## Clubes
- São Bento - Sorocaba - SP Brasil) - 1967
- Palmeiras - (Brasil)  1968 - 1975
- Atlético de Madrid - (España)  1975 - 1980
- Flamengo - (Brasil)  1980 - 1981
- Palmeiras - (Brasil)  1981 - 1984
- Associação Portuguesa de Desportos - (Brasil)  1985
- Central Brasileira de Cotia  - (Brasil)  1989
- Santo André - (Brasil)  1986 - 1988 (en 1987 prestado por 6 meses al Sport Club Corinthians)
- São Caetano - (Brasil)  1990 - 1991
- Esporte Clube São Bernardo  - 1993
- Esporte Clube São Bento - 1994 terminado como entrenador del equipo
- Esporte Clube São Carlense - 1995 entrenador
- Força Esporte Clube - Supervisor y entrenador - hasta 2002

- Además de entrenador y jugador, fue también profesor de escuelas de fútbol y viajó a otros países participando de seminarios deportivos.
- En 2002 fue invitado por el Atlético de Madrid a participar de su equipo B. Actualmente reside en España.
- En 2018 es el anfitrión del segundo aniversario de la Peña Atlética "Antonio Ronda", situada en la zona norte de Madrid la cual cuenta con más de 200 abonados.
- En 2022, es el invitado de honor en la celebración del sexto aniversario de la reputada Peña Atlética El Número 3,[1] fundada en memoria del que fuera el socio n°3 del Atlético de Madrid.

En agosto de 2023 es invitado de honor del primer aniversario de la Peña atlética verdeja en Valdeverdeja, Toledo. Peña presidida por D. Manuel Blazquez y que cuenta con casi cien socios.

## Palmarés

### Torneos regionales
| Título              | Club           | Estado         | Año  |
| ------------------- | -------------- | -------------- | ---- |
| Campeonato Paulista | SE Palmeiras   | São Paulo      | 1972 |
| Campeonato Paulista | SE Palmeiras   | São Paulo      | 1974 |
| Taça Guanabara      | Flamengo       | Río de Janeiro | 1980 |
| Taça Guanabara      | Flamengo       | Río de Janeiro | 1981 |
| Campeonato Carioca  | Flamengo       | Río de Janeiro | 1981 |
| Campeonato Paulista | AD São Caetano | São Paulo      | 1991 |

### Torneos nacionales
| Título                          | Club                    | País   | Año     |
| ------------------------------- | ----------------------- | ------ | ------- |
| Campeonato Brasileño de Serie A | SE Palmeiras            | Brasil | 1969    |
| Campeonato Brasileño de Serie A | SE Palmeiras            | Brasil | 1972    |
| Campeonato Brasileño de Serie A | SE Palmeiras            | Brasil | 1973    |
| Copa del Generalísimo           | Club Atlético de Madrid | España | 1975-76 |
| Primera División de España      | Club Atlético de Madrid | España | 1976-77 |
| Campeonato Brasileño de Serie A | Flamengo                | Brasil | 1980    |

### Torneos internacionales
| Título                       | Club     | Sede       | Año  |
| ---------------------------- | -------- | ---------- | ---- |
| Copa Libertadores de América | Flamengo | Montevideo | 1981 |
| Copa Intercontinental        | Flamengo | Tokio      | 1981 |